# 公私合营
公私合营是中国共产党合併資本主義工商私有財產的一種過渡手段，中共的表述是在建立中华人民共和国，没收了帝国主义、封建主义和官僚资本主义财产之后，在1956年，针对民族资本家和私营个体劳动者，进行社会主义改造的政策和运动。

## 运动历史
1953年6月，中共中央根据中央统战部的调查，起草了《关于利用、限制、改造资本主义工商业的意见》。10月，中华全国工商业联合会召开了会员代表大会，传达了中国共产党在过渡时期的总路线和对资本主义工商业的社会主义改造的政策。
1954年9月2日，中央人民政府政务院第二百二十三次政务会议通过《公私合营暂行条例》。
1955年下半年，不少大中城市出现了资本主义工商业全行业公私合营的趋势。11月，中共中央召集各省、市、自治区党委负责人会议，加强了对全行业公私合营的领导。
1956年初，全国范围出现社会主义改造高潮，资本主义工商业实现了全行业公私合营。国家对资本主义私股的赎买改行定息制度，统一规定年息五厘。生产资料由国家统一调配使用；资本家除定息外，不再以资本家身份行使职权，并在劳动中逐步改造为自食其力的劳动者。1966年9月，定息年限期满，公私合营企业最后转变为社会主义全民所有制。可简单概括为：
1. 企业由资本家所有变为公私共有。
2. 资本家开始丧失企业经营管理权。
3. 企业盈利按四马分肥原则分配。

1956年1月10日，北京首先宣布实现全行业公私合营。隨後，上海、天津、广州、武汉、西安、重庆、沈阳等大城市以及50多个中等城市相继实现全行业公私合营。在公私合营过程中，广州以王老吉等民族工商业的代表表现出合作的态度：公私合营后，每年制药厂向王家等私股持有人支付5%的定息作为分红，期限20年。不过，这一定息是一刀切的，不论企业盈利状况如何，也不考虑私股股东的意愿。实际上，根据当时的情况，这一定息不但远低于制药厂的盈利，也低于银行当时的定期存款利息。
1956年的《国务院关于私营企业实行公私合营的时候对财产清理估计几项主要问题的规定》，其中涉及到了机器、房屋、矿藏、成品、原料、公积金等，但通篇并无提及非物质的虚拟事物。根据同年的《中共中央关于资本主义工商业改造问题的决议》：对于资产阶级私有的生产资料，不是采取没收的政策，而是采取赎买的政策。对于商标、商誉和企业名称是否属于生产资料，存在着不同的看法，也造成目前各界对于政府无理强行夺取并占有品牌等原属后人合法资产的合法性提出质疑。
1966年9月，中华人民共和国政府按照原定的向资本家支付定息的年限已满，决定不再支付定息，公私合营的企业就变成了完全社会主义性质的全民所有制企业。有报道称，按现时的概念，即一夜之间股民股票归公，房奴房产归公。未经任何合法手续，私营股份被没收为国有，公私合营企业全部变成了国营企业。
1979年1月，中共中央出台《党对民族资产阶级政策问题》规定：公私合营时股票股息发放到1966年9月结束，现有资产阶级工商业者要求领取在此前应领未领股息是可以的。但国家财政部又在当年下发文件，确定不再清退私股股金。
1983年2月，中共中央统一战线工作部和商业部联合发文规定：国家已按年息五厘发给定息，发至1966年3季度，公私合营资产（包括核定投资房屋）已属国家所有，不应退还本人。此后全国发生多例私股定息或股权的诉讼，皆因上述政策文件的原因而败诉。有学者对这一不应退还政策提出了质疑。既然向私股股东支付定息，就说明公家承认私股股东对于合营财产的所有权。自1966年9月之后不再支付定息，并不说明一夜之间这些财产收归国有。

## 衍生问题

### 传承中断
公私合营令很多传统企业、品牌消失，存活至今的品牌，由中华人民共和国各級政府持有，失去家族传承。有些企业因在早年（中華民國大陸時期或更早）已在香港开设分號（店），故得以传承至今，并出现广州和香港存有两个中文的相同品牌但属不同企业的局面（例如香港李眾勝堂、陈李济药业、太平館餐廳等）。一般情况下，香港厂家乃正宗传承，產品包裝均會印有創立人的真像，說明書一般使用印刷的傳統手寫體（繁體中文），广州的工厂和品牌已被中华人民共和国政府夺取，并且出租该品牌予其他企业生产与品牌历史不符的产品。
也有一些企业在中国共产党建政後或被強迫公私合营後撤离内地迁往香港，并成功生存至今，如潘高壽藥廠、太和洞藥廠、位元堂等。现时，广药集团旗下的广州白云山中一药业有限公司在历史的一栏仍然标注自己由保滋堂（1669年創立）、馬百良藥廠、太和洞藥廠等大大小小幾十间私营药厂合併而成，並聲稱自己的歷史也可以追溯到1669年，但其实这只是它没收了这些药行的房产物业，而实际上这些药行的组织及人事早已迁往香港，像保滋堂潘務菴有限公司現時在香港仍然營業。
也有不少企业在国有化後失去市场竞争力，最终被合併消失，如广州的李眾勝堂（眾勝藥廠）。另外还有更多大大小小的老字号，因国企经营不善，例如管理和销售模式陈旧、员工无积极性等各种原因，在1990年代至2000年代转制前或转制中倒闭，它们包括大三元酒家、成珠楼等等。有观点指出，目前很多老字号经营权转租出去后，品牌所有权仍属于国有，所有权和经营权分离，经营者放不开手脚去做，也造成很多已倒闭的老字号没有人敢去接手。
而廣州的三多軒，被充公後經營到二十世紀90年代開始江河日下，產品質量越來越差，令原東主的後人常常被老街坊指責。爲此，原三多軒東主的後人開張「老三多軒」，重操舊業。而國營三多軒最終於2000年破產。廣州市人民政府爲「保護老字號」，將其承包出去，成爲股份制三多軒。

### 争夺商标
在上海，吴良材眼镜公司创始於1719年，前身是澄明斋珠宝玉器号，1806年传到吴良材后改为吴良材眼镜号。公私合营后经过多次变革，成为上海三联集团的下属公司，中间商号曾经停用。2001年3月，吴家后人开设了吴县市上海吴良材眼镜有限公司静安分公司，但三联吴良材眼镜公司以侵犯其吴良材商标专用权为由，向工商部门投诉，致使吴家后人的眼镜店被迫关门。吴家后人後向法院起诉，要求三联公司停止侵权，赔礼道歉。上海中院认为：吴良材三个字具有双重属性，既是个体的姓名，又是企业的字号，已成为企业名称的一部分，附属于企业，企业对其享有企业名称权。除非转让双方对此有特别的约定外，企业名称权随着企业整体的转让而转让。原告不能证明公私合营时，吴家对吴良材字号作了保留，故判决原告败诉。
有观点指，该判决的谬误在于认为公私合营中是指资本家把企业整体转让给国家。实际上，由前述可知，资本家仅转让、上缴、捐献生产资料。在此前提下，根据赎买政策以及定息在整个公私合营以及相关案例中的作用，应是三联公司提供给付定息中涵盖字号的证据，而不是反过来要吴家后人提供。除了法律本身的使用外，判决背后的法理意义则更为重要。上海高院如把字号等非物质性的私人之物视为企业本身的一部分资产，这就等同于认可字号、商标、商誉、进而在逻辑上也必然认同企业家才能，这就为剩余价值提出了不同的来源，也就直接和公私合营的理论依据——马克思的政治经济学——相抵触。即抢夺时援引政治经济学，保卫时援引西方经济学；当年逼迫王老吉、吴良材後人的人，现在可合法占用其字号发财。

### 争夺物业
21世纪初，中华人民共和国政府在是否将物业归还原所有权人的后人的问题上，存在双重标准。